# Magedska biskupija
Magedska biskupija (lat. Dioecesis Magydensis) je naslovna biskupija Katoličke Crkve. Trenutno je upražnjena.
Zadnji naslovni biskup ove biskupije bio je franjevac Vunibaldo Godchard Talleur.
Prije imenovanja mostarsko-duvanjskim biskupom, fra Paškal Buconjić bio je naslovni biskup ove biskupije.

### Knjige
- Perić, Marko. 1986. Život i rad mostarsko-duvanjskih i trebinjsko-mrkanskih biskupa u zadnjih 100 godina.   Babić, Petar; Zovkić, Mato (ur.). Katolička crkva u Bosni i Hercegovini u XIX i XX stoljeću: povijesno-teološki simpozij prigodom stogodišnjice ponovne uspostave redovite hijerarhije u Bosni i Hercegovini. Vrhbosanska visoka teološka škola. Sarajevo.